# Poul Schierbeck
Poul Julius Ouscher Schierbeck, född 8 juni 1888 i Köpenhamn, död där 9 februari 1949, var en dansk tonsättare. Han var från 1919 gift med Sylvia Schierbeck.
Schierbeck studerade först juridik under ett par år, men övergick därefter helt till musiken. Han var lärjunge till Carl Nielsen och Thomas Laub samt tilldelades det Anckerska legatet 1919. Han komponerade kammarmusik, en rad piano- och sångkompositioner, däribland sångcyklerna Den kinesiske Fløjte och Nakjælen, vidare kantater till Köpenhamns universitets immatrikulationsfest, till Det Medicinske Selskabs 150-årsfest, en symfoni (uppförd i Göteborg 1922, senare i Köpenhamn och utlandet) samt slutligen en opera. Hans verk uppfördes vid musikfesten i Helsingfors och vid konserter i utlandet, Salzburg, Paris, Stockholm och Neapel. Han invaldes som ledamot av Kungliga Musikaliska Akademien i Stockholm 1947.